# Chlumec (Dačice)
Chlumec (německy Chlunz) je malá vesnice, část města Dačice v okrese Jindřichův Hradec v Jihočeském kraji. Nachází se asi čtyři kilometry jihovýchodně od Dačic. Chlumec leží v katastrálním území Chlumec u Dačic o rozloze 5,41 km².

## Historie
První písemná zmínka o vesnici pochází z roku 1360.

## Obyvatelstvo
| Rok            | 1869 | 1880 | 1890 | 1900 | 1910 | 1921 | 1930 | 1950 | 1961 | 1970 | 1980 | 1991 | 2001 | 2011 | 2021 |
| -------------- | ---- | ---- | ---- | ---- | ---- | ---- | ---- | ---- | ---- | ---- | ---- | ---- | ---- | ---- | ---- |
| Počet obyvatel | 180  | 163  | 169  | 189  | 169  | 175  | 178  | 123  | 145  | 131  | 120  | 116  | 138  | 109  | 115  |
| Počet domů     | 32   | 31   | 29   | 29   | 29   | 29   | 30   | 31   | 32   | 29   | 28   | 31   | 34   | 35   | 36   |

## Obecní správa
Při sčítání lidu v letech 1850–1976 Chlumec byl samostatnou obcí, se kterým patřil nejprve do okresu Dačice, ale od roku 1960 v okrese Jindřichův Hradec. Od 30. dubna 1976 je částí města Dačice v okrese Jindřichův Hradec. V letech 1961–1976 k obci patřilo Hradišťko.

## Pamětihodnosti
- Kaple svatého Cyrila a Metoděje